# Цифрові звукові формати
Цифрові звукові формати — формати файлів для збереження звукових даних у комп'ютерних системах. Файли таких форматів називають також аудіофайлами, або звуковими файлами.
Загальний принцип збереження аудіо на цифрових носіях полягає у послідовній фіксації значень амплітуди звукових коливань, які при відтворенні звуку відповідатимуть положенню мембран у гучномовцях. Ці значення записуються з певною частотою дискретизації та певним амплітудним розділенням. Для зменшення обсягів, ці дані можуть бути стиснені з втратами або без втрат.

## Типи файлів
Існує три основні групи аудіо файлів. 
- нестиснені формати — такі як WAV, AIFF, AU або PCM;
- формати зі стисненням без втрат — FLAC, Monkey's Audio (розширення APE), Shorten, Tom's lossless Audio Kompressor (TAK), TTA, ATRAC Advanced Lossless, Apple Lossless, MPEG-4 SLS, MPEG-4 ALS, MPEG-4 DST, Windows Media Audio Lossless (WMA Lossless).
- формати зі стисненням з втратами, як наприклад MP3, Ogg Vorbis, Musepack, AAC, ATRAC чи lossy Windows Media Audio (WMA).

Слід мати на увазі, що до аудіофайлів не відносяться такі музичні формати як MIDI, або файли нотних редакторів, які являють собою лише послідовність команд для музичного інструменту, однак не містять інформації власне про звук.
Формат аудіофайлу також слід відрізняти від аудіокодеку. Кодек здійснює кодування чи розкодування звукових даних, тоді як самі дані зберігаються у файлі відповідного звукового формату. Більшість форматів підтримують лише один тип кодування звукових даних, проте мультимедійні контейнери (напр. MKV або AVI) можуть підтримувати різні типи аудіо і відео даних.

## Деякі формати аудіофайлів у порівнянні
| Назва формату                   | Квантування, біт | Частота дискретизації, кГц | Число каналів | Величина потоку даних з диску, кбіт/с | Ступінь стиснення                      |
| ------------------------------- | ---------------- | -------------------------- | ------------- | ------------------------------------- | -------------------------------------- |
| МР3                             | 16               | до 48                      | 2             | 128 (12-320)                          | ~11:1 (залежить від потоку) з втратами |
| Ogg Vorbis                      | до 32            | до 192                     | до 255        | не обмежений                          | ~22:1 (при 64kbps) з втратами          |
| CD                              | 16               | 44,1                       | 2             | 1411,2                                | 1:1 без втрат                          |
| Dolby Digital 5.1               | 16-24            | 48                         | 6             | 448                                   | ~12:1 з втратами                       |
| DTS                             | 20-24            | 48; 96                     | 6             | більше 768                            | ~7:1 з втратами                        |
| DVD-Audio                       | 24               | 96                         | 6             | 6912                                  | 2:1 без втрат                          |
| DVD-Audio                       | 24               | 192                        | 2             | 4608                                  | 2:1 без втрат                          |
| MPEG Audio Layer III (MPEG MP3) | плаваючий        | до 48                      | 2             | до 320                                | ~11:1 (залежить від потоку) з втратами |
| MPEG AAC                        |                  | до 192                     | до 48         | до 529 (стерео)                       | з втратами                             |
| WMA                             | до 24            | до 96                      | до 8          | до 768                                | 2:1, є версія без стиснення            |

### Порівняння звукових форматів без стиснення
| Назва формату                    | Розширення файлу | Квантування, біт | Частота дискретизації, кГц               | Число каналів | Ступінь стиснення/упаковки                | Призначення                     | Випуск                 |
| -------------------------------- | ---------------- | ---------------- | ---------------------------------------- | ------------- | ----------------------------------------- | ------------------------------- | ---------------------- |
| AIFF                             | .aiff; .aif      | 8; 16; 24; 32    | 11,025; 22,05; 24; 32; 44,1; 48; 96; 192 | 1; 2; 3; 4; 6 | 1:1; без стиснення                        | зберігання звукових даних на ПК | 1988, Apple            |
| WAVE (WAV)                       | .wav             | 8; 16; 24; 32    | 11,025; 22,05; 24; 32; 44,1; 48; 96; 192 | 1; 2; 3; 4; 6 | 1:1; без стиснення                        | зберігання звукових даних на ПК | 1991, Microsoft та IBM |
| DSD                              | .dff             | 1                | 64*44.1; 128*44.1; 256*44.1              | 2, 5.1        | 1:1; без стиснення, можливе стиснення DST | SACD                            | 1998, Sony і Philips   |
| Digital eXtreme Definition (DXD) | DXD              | 24; 32           | 384                                      | 2, 5.1        | 1:1; без стиснення                        | професійне виробництво SACD     | 2004, Sony             |

### Порівняння звукових форматівбез втрат
| Назва формату                             | Розширення файлу | Квантування, біт  | Частота дискретизації, кГц                     | Число каналів       | Ступінь стиснення/упаковки                                                             | Призначення | Випуск                                                 |
| ----------------------------------------- | ---------------- | ----------------- | ---------------------------------------------- | ------------------- | -------------------------------------------------------------------------------------- | --- | ------------------------------------------------------ |
| Shorten                                   | .shn             | 16                | 44.1                                           | 2                   | 3:1 - 5:1, стиснення без втрат                                                         | зберігання звукових даних на ПК | 1994, Tony Robinson                                    |
| WavPack                                   | .wv              | 8; 16; 24; 32     | 6 - 192                                        | 1 - 256             | 1.4:1 - 3.3:1, стиснення без втрат                                                     | зберігання звукових даних на ПК | 1998, Conifer Software                                 |
| Meridian Lossless Packing (MLP)           | .mlp             | до 24             | до 192                                         | 1; 2; 5.1; 6.0; 8.0 | ~2:1, стиснення без втрат                                                              | DVD-Audio | 1998, MERIDIAN                                         |
| RK Audio (RKAU)                           | .rka             | 16                | 44.1                                           | 2                   | 2:1, стиснення без втрат, стиснення з незначними втратами                              | зберігання звукових даних на ПК | 2000, Malcolm Taylor, RK Software                      |
| FLAC                                      | .flac            | 4 - 32            | 1Гц - 655.350 кГц з кроком 1 Гц                | 1 - 8               | 1.4:1 - 4:1, стиснення без втрат                                                       | зберігання звукових даних на ПК, звуковий супровід до HD-відео, медіаплеєри | 2000, Josh Coalson                                     |
| Monkey’s Audio                            | .ape             | 16; 24            | 8; 11.025; 12; 16; 22.05; 24; 32; 44.1; 48; 96 | 2                   | 1.4:1 - 4:1, стиснення без втрат                                                       | зберігання звукових даних на ПК | 2000+, Matthew T. Ashland                              |
| OptimFROG                                 | .ofs             | до 32             | до 192                                         | 2                   | 1.4:1 - 4:1, стиснення без втрат                                                       | зберігання звукових даних на ПК | 2001, Florin Ghido                                     |
| Lossless Predictive Audio Coder (LPAC)    | .pac             | 8; 16; 20; 24     | до 192                                         | 2                   | 1.5:1 - 4:1, стиснення без втрат                                                       | зберігання звукових даних на ПК | 2002, Tilman Liebchen, Marcus Purat, Peter Noll        |
| LosslessAudio (LA)                        | .la              | 16                | 48                                             | 2                   | 1.4:1 - 3.3:1, стиснення без втрат                                                     | зберігання звукових даних на ПК | 2002, Michael Bevin                                    |
| Windows Media Audio 9 Lossless            | .wma             | 16; 24            | 8; 11.025; 16; 22.05; 32; 44.1; 48; 88.2; 96   | до 6                | 1.7:1 - 3:1, стиснення без втрат                                                       | зберігання звукових даних на ПК | 2003, Microsoft                                        |
| Apple Lossless (ALAC, ALE)                | .m4a             | 16; 24            | 44.1; 48; 88.2; 96; 192                        | до 6                | 1.7:1 - 2.5:1, стиснення без втрат                                                     | зберігання звукових даних на ПК, медіаплеєри iPod | 2004, Apple Inc.                                       |
| RealAudio Lossless (RAL, ralf)            | .rmvb            | 16 и др.          | 44.1 и др.                                     | 2                   | н/д, стиснення без втрат                                                               | Потокове мультимедіа | 2004, RealNetworks                                     |
| True Audio (TTA)                          | .tta             | 8; 16; 24         | 0–4 ГГц                                        | 65535               | 1.4:1 - 3.3:1, стиснення без втрат                                                     | зберігання звукових даних на ПК | 2004, Олександр Джурик                                 |
| DTS-HD Master Audio (DTS++, DTS HD)       | -                | до 24             | до 192                                         | до 8                | 2:1 - 4:1 , стиснення без втрат                                                        | Blu-ray Disc, HD DVD , PlayStation 3 | 2004, Digital Theater System.                          |
| Direct Stream Transfer (DST)              | DSD              | 1                 | 64*44.1; 128*44.1; 256*44.1                    | 2, 5.1              | стиснення без втрат                                                                    | DSD-поток при производстве SACD | 2005, MPEG-4 ISO/IEC 14496-3:2001/Amd 6:2005           |
| Dolby TrueHD                              | .mlp             | до 24             | до 192                                         | до 14               | 2:1 - 4:1 , стиснення без втрат                                                        | Blu-ray Disc, HD DVD | 2005, Dolby Laboratories                               |
| ATRAC Advanced Lossless (AAL)             | .aa3; .oma; .at3 | 16                | 44.1                                           | 2                   | 1.25:1 - 3:1, стиснення без втрат                                                      | Мінідиск плеєры, PlayStation Portable , Playstation 3 | 2006, Sony                                             |
| MPEG-4 Audio Lossless Coding (ALS)        | .m4a             | 8; 16; 20; 24; 32 | 44.1; 48; 88.2; 96; 192; (384)                 | до 65536            | 1.5:1 - 4:1, стиснення без втрат                                                       | музичні інтернет-магазини, Потокове мультимедіа, дискові формати високого розділення, плеєри, архівні системи, професійне студійне виробництво, звуковий супровід до MP4-відео | 2006, MPEG ISO/IEC 14496-5:2001/Amd 10:2007/Cor 3:2009 |
| MPEG-4 Scalable to Lossless (SLS), HD-AAC | .m4a             | 8; 16; 20; 24     | 44.1; 48; 88.2; 96; 192                        | 2, 5.1              | 1.5:1 - 4:1, стиснення без втрат, містить потік aac (стиснення з втратами, 128 кбит/с) | музичні інтернет магазини, Потокове мультимедіа, дискові формати високого розділення, звуковий супровід до MP4-відео, плеєри iPod / iPhone                                     | 2007, MPEG ISO/IEC 14496-5:2001/Amd 10:2007            |
| Tom's lossless Audio Kompressor (TAK)     | .tak             | 16; 24            | до 192                                         | 2                   | 1.4:1 - 3.3:1, стиснення без втрат                                                     | зберігання звукових даних на ПК | 2007, Thomas Becker                                    |